# Goldmine (싱글)
Goldmine은 강지영의 디지털 싱글이다. 5월 첫 번째 정규 앨범 《Many Faces - 多面性 -》을 발매 이후 처음으로 발매한 싱글이다